# Slaterobius insignis
Slaterobius insignis är en insektsart som först beskrevs av Philip Reese Uhler 1872.  Slaterobius insignis ingår i släktet Slaterobius och familjen Rhyparochromidae. Inga underarter finns listade i Catalogue of Life.